# Ебубекир Хазъм Тепейран
Ебубекир Хазъм бей Тепейран (на турски: Ebubekir Hazım Bey, Tepeyran) е османски офицер и чиновник.

## Биография
Роден е в 1863 година. В 1899 – 1901 е валия в Мосул. В август 1903 година в разгара на Илинденско-Преображенското въстание става валия в Битоля, като остава на поста до декември 1906 година. В 1906 – 1908 е валия в Багдад. Кмет е на Истанбул в 1909 година, валия на Хиджаз в 1911 г., на Бейрут в 1911 – 1913 г. и на Бурса (Хюдавендигар) в 1919 – 1920 г. В 1920 година е министър на вътрешните работи.
Умира в 1947 година.